# Elbingerode (Harzen)
Elbingerode er en by i Landkreis Harz i den tyske delstat Sachsen-Anhalt, og den største by i Oberharz.

## Geografi
Elbingerode ligger cirka 8 km syd for Wernigerode, og består ud over hovedbyen af :
- Königshütte (med Lüdershof og Neue Hütte)
- Höhlenort Rübeland (med Susenburg, Kaltes Tal, Kreuztal og Neuwerk)